# لي فان ديواونغ
لي فان ديواونغ هو منافس ألعاب قوى فيتنامي، ولد في 21 سبتمبر 1985 في محافظة كن زانغ في فيتنام.

## وصلات خارجية
- لي فان ديواونغ على موقع الاتحاد الدولي لألعاب القوى (الإنجليزية)
- لي فان ديواونغ على موقع أوليمبيديا (الإنجليزية)